# حادثه شیشیگاتانی
حادثه شیشیگاتانی، توطئهٔ شیشیگاتانی (به ژاپنی: 鹿ケ谷事件, Shishigatani jiken) در ژوئن سال ۱۱۷۷ یک قیام ناموفق علیه حکومت تایرا نو کیوموری در ژاپن بود. این توطئه بزودی کشف شد و عاملان آن قبل از اینکه بخشی از برنامه آنها به اجرا درآید، دستگیر و مجازات شدند.
توطئهٔ شیشیگاتانی مشهورترین توطئه و قیام علیه تایرا نو کیوموری است. او در دهه ۱۱۶۰ به سرعت قدرت را به دست گرفت و دربار امپراتوری ژاپن تحت سلطه وی قرار گرفت. وی از موضع خود برای نصب اعضای خانواده اش در موقعیت‌های عالی دربار و ازدواج آنها در خاندان امپراتور استفاده کرد. به طرق مختلف و چندین بار، اقدامات وی مورد مخالف امپراتور گو شیراکاوا و خاندان فوجیوارا قرار گرفت.
همراه با قدرت‌گیری خاندان تایرا بکارگیری خشونت توسط این خاندان شدت گرفت. در سال ۱۱۷۰ همراهان نوه تایرا نو کیوموری، تایرا نو سوکه‌موری در حالیکه وی سوار بر تخت روان در حال عبور در جاده بودند، به همراهان سشو (مشاور ارشد امپراتور) فوجیوارا نو موتوفوسا، برخورد کردند. از آنجائیکه محافظان مشاور امپراتور برای عرض احترام از اسب پیاده نشدند مورد خشونت و آزار خاندان تایرا قرار گرفتند. با افزوده شدن چنین حوادثی میل به براندازی خاندان تایرا بتدریج در خاندان امپراتوری بروز کرد.
در سال ۱۱۶۹ میلادی امپراتور گو شیراکاوا که جوکو (امپراتور بازنشسته) بود به دایجوهو (امپراتور روحانی بودایی) تبدیل شد. در سال ۱۱۷۷ فوجیوارا نو ناریچیکا، فوجیوارا نو ناریتسونه، تایرا نو یاسویوری، سایکوی راهب و شونکان راهب، در منطقه ششیگاتانی در کیوتو در منزل شونکان جلسه ای تشکیل دادند نقشه براندازی رژیم خاندان تایرا را طرح‌ریزی کردند.
خبر این توطئه به کیوموری رسید و تمامی این افراد دستگیر شدند. سایکوی راهب گردن زده شد. فوجیوارا نو ناریتسونه، تایرا نو یاسویوری، و شونکان راهب به جزیره کیکایجیما در کیوشو تبعید شدند. پشت پرده این توطئه امپراتور گو شیراکاوا قرار داشت. امپراتور کسی بود که در ابتدا موجب قدرت گرفتن کیوموری شد اما در هنگامیکه نفوذ و قدرت خاندان تایرا بیش از اندازه شد، سیاست امپراتور مبنی بر حذف وی قرار گرفت.

## تغییر سیاسی سال سوم جیشو
در سال ۱۱۷۹ پسر ارشد کیوموری تایرا نو شیگه‌موری درگذشت. امپراتور اراضی متعلق به وی را مصادره کرد. کیوموری که از این اقدام خشمگین بود امپراتور گو شیراکاوا را در قلعه توباتونو زندانی کرد و کنترل کشور در دست خاندان تایرا قرار گرفت. کیوموری فرمانداری ولایت‌ها و مقام‌های مهم دیگر را به اعضای خاندان تایرا سپرد در نتیجه خاندان تایرا کنترل بیش از ۳۰ ولایت از ۶۸ ولایت در سراسر کشور را در دست گرفتند.